# Silnice I/59
Silnice I/59 je česká silnice I. třídy v Moravskoslezském kraji. Je dlouhá 17,264 km a spojuje Ostravu a Karvinou. V celé své délce je čtyřproudová.

## Historie
Silnice I/59 vznikla v roce 1997, kdy byla v rámci celorepublikového přečíslování a revize kategorizace silnic povýšena na silnici první třídy ze silnice II/472.

## Vedení silnice
- nájezd Ostrava, ze silnice I/11
- Radvanice, křížení s II/479
- Petřvald, křížení s II/473
- Orlová
- Doly, křížení s II/474
- Karviná